# Galina Onoprienko
Galina Onoprienko   (Krasnodar, 2 de febrer de 1963) és una exjugadora d'handbol russa que va competir durant les dècades de 1980 i 1990.
El 1992 va prendre part en els Jocs Olímpics de Barcelona, on guanyà la medalla de bronze en la competició d'handbol.